# 制服が邪魔をする
「制服が邪魔をする」（せいふくがじゃまをする）は、日本の女性アイドルグループ・AKB48の楽曲。楽曲は秋元康により作詞、井上ヨシマサにより作曲されている。2007年1月31日にAKB48のメジャー2作目のシングルとしてデフスターレコーズから発売された。楽曲のセンターポジションは高橋みなみと前田敦子の2人が務めた。

## 背景とリリース
前作「会いたかった」から約3か月ぶりのシングルで、2007年のシングル第1弾。
楽曲は『チームA 3rd Stage「誰かのために」』『チームA 4th Stage「ただいま恋愛中」』で使用されているものである。楽曲のシングル盤は初回生産限定盤と通常盤の2種類がリリースされた。両者ともCDの収録内容は同一で、初回生産限定盤のみDVDが付属している。CDのカップリング曲である「Virgin love」は、『チームK 2nd Stage「青春ガールズ」』からの楽曲である。
選抜メンバーの人数は14人で、増田有華が初めての選抜入りとなった。選抜復帰のメンバーはゼロで、前作のメンバーのうち大江朝美、梅田彩佳、小林香菜、戸島花、成田梨紗、野呂佳代、松原夏海の7人が選抜から外れた。
キャッチコピーは「お父さん、ごめんなさい…」。楽曲のTVスポットは前田敦子がナレーションを担当した。
楽曲発売日の1月31日、楽曲のテーマとなっている渋谷のパーク王渋谷文化村通り第1駐車場で、16時30分から、チームA、Kから選ばれた14名が事前告知なしのストリートライブを行い、続いて19時30分からタワーレコード渋谷店B1のSTAGE ONEでミニライブを行った。
楽曲はメジャーデビュー後初の週間TOP10入りを記録した。
楽曲のミュージック・ビデオは須永秀明が監督を務めた。屋外ロケは、ドラマシーンは渋谷センター街など渋谷各所、歌唱シーンは埼玉県の畑トンネルで行われた。
楽曲はテレビ朝日系『三竹天狗』エンディングテーマに起用された。
また、2017年の金子修介監督による日本映画『リンキング・ラブ』において、1991年にタイムスリップした主人公が若き日の大学生である母親たちと結成した学園祭アイドルグループ「ASG16」が本曲を劇中で歌唱している。

## シングル収録トラック

### 初回生産限定盤
| 全作曲・編曲: 井上ヨシマサ。 |                                      |           |              |      |
| #                            | タイトル                             | 作詞      | 作曲・編曲   | 時間 |
| 1.                           | 「制服が邪魔をする」                 | 秋元康    | 井上ヨシマサ | 4:46 |
| 2.                           | 「Virgin love」                      | 秋元康    | 井上ヨシマサ | 4:13 |
| 3.                           | 「制服が邪魔をする（Instrumental）」 |           | 井上ヨシマサ | 4:45 |
| 4.                           | 「Virgin love（Instrumental）」      |           | 井上ヨシマサ | 4:12 |
| 合計時間:                    | 合計時間:                            | 合計時間: | 17:56        |      |

| #  | タイトル                          | 作詞 | 作曲・編曲 |
| -- | --------------------------------- | ---- | ---------- |
| 1. | 「制服が邪魔をする」              |      |            |
| 2. | 「making of「制服が邪魔をする」」 |      |            |

### 通常盤
| 全作曲・編曲: 井上ヨシマサ。 |                                      |           |              |      |
| #                            | タイトル                             | 作詞      | 作曲・編曲   | 時間 |
| 1.                           | 「制服が邪魔をする」                 | 秋元康    | 井上ヨシマサ | 4:46 |
| 2.                           | 「Virgin love」                      | 秋元康    | 井上ヨシマサ | 4:13 |
| 3.                           | 「制服が邪魔をする（Instrumental）」 |           | 井上ヨシマサ | 4:45 |
| 4.                           | 「Virgin love（Instrumental）」      |           | 井上ヨシマサ | 4:12 |
| 合計時間:                    | 合計時間:                            | 合計時間: | 17:56        |      |

## 選抜メンバー
- 秋元才加
- 板野友美
- 大島麻衣
- 大島優子
- 小野恵令奈
- 河西智美
- 小嶋陽菜
- 篠田麻里子
- 高橋みなみ
- 中西里菜
- 前田敦子
- 増田有華
- 峯岸みなみ
- 宮澤佐江

## 収録アルバム
- SET LIST〜グレイテストソングス 2006-2007〜
- 0と1の間